# Rock n Roll (Avril-Lavigne-Lied)
Rock n Roll ist ein Lied der kanadischen Sängerin Avril Lavigne. Es wurde als zweite Single von ihrem fünften Studioalbum am 27. August 2013 von Sony Music Entertainment veröffentlicht.
Das Lied wurde von Lavigne, David Hodges, Chad Kröger, Jacob Kasher Hindlin, Rickard B Göransson und Peter Svensson geschrieben und von Peter Svensson produziert.
Rock n Roll ist ein fröhliches Pop-Punk-Lied. Textlich ist es eine Rebellionserklärung, bei der die Sängerin „ihren Mittelfinger in den Himmel streckt, sie wissen zu lassen, dass sie immer noch Rock'n'Roll ist“ und ablehnt, sich wie ein Erwachsener zu benehmen. Das Lied erhielt Lob von Musikkritikern und wurde als einer der herausragendsten Tracks auf dem Album hervorgehoben.

## Musikvideo
Das Musikvideo von Chris Marrs Piliero zeigt Lavigne im Kampfmodus, die sich mit Danica McKellar (bekannt für ihre Rolle als Winnie Cooper in der Fernsehserie Wunderbare Jahre) verschwört, um „Rock and Roll zu retten“.
Das Musikvideo wird mit einer Promo für Sony Xperia Z1 eröffnet, die einen Verweis auf einen von Lavignes frühesten Hits „Sk8er Boi“ enthält, in dem der Sänger einige der Songtexte am Telefon vorträgt. Als sie auflegt, zeigt der Telefonbildschirm die Eröffnungsszene der Handlung, in der Lavigne in Militärkleidung gekleidet ist und vor einem Restaurant und einem Fahrzeug tanzt. Das Thema des Videos dreht sich um die Sängerin und ihre Crew, die die Mission „Saving Rock N Roll“ (Rock N Roll retten) übernehmen. Ein Angriff von Bär-Hai-Hybriden, die „Bear-Sharks“ genannt werden, bedroht die Existenz von Rock N Roll. Der Bärenhai tötet den Charakter, den Billy Zane darstellt. In einem Restaurant ist Lavigne mit ihrer Freundin verabredet. Dort kann sie einen „Bear-Shark“ entlarven, diesem gelingt es aber zu flüchten.
Nachdem sie das Diner verlassen haben, folgen die Sängerin, ihre Freundin und ihr Hund dem Bärenhai. Während der Verfolgungsjagd fährt der betrunkene Hund das Auto gegen einen Baum und stirbt. Nach einem Dialog zwischen Lavigne und ihrer Freundin trauern sie um den Hund, stimmen zu, dass alles in Ordnung sein wird, und küssen sich dann. Während der Beerdigung des Hundes öffnet Lavigne eine magische Gitarre von seinem Sarg, auf dem sie den Gitarren-Riff des Songs im Vorgarten einer Kirche spielt (inspiriert vom Guns-N’-Roses-Musikvideo „November Rain“, wo Slash auftaucht und ein Solo mit seiner Gitarre vor einer Kirche spielt). Dann benutzt sie die Gitarre, um den Bärenhai zu töten. Nach ihrem Sieg bekommt Lavigne ein Daumen-Hoch von Billy Zane, der auf einem Segway in den Himmel fliegt. Sie lächelt und hebt ihre Gitarre in den Himmel. Das Bild wird zu einer Zeichnung, und der Abspann folgt.

## Live-Auftritte
Am 26. September 2013 führte Lavigne das Lied in der Jimmy Kimmel Live Show einem großen Publikum vor dem Studio vor, vier Tage später spielte Lavigne die Single in der Queen Latifah Show.

## Auszeichnungen
| 2014 | PopCrush Fan Choice Awards   | Video des Jahres                             | Nominiert |
| 2014 | MTV Video Music Awards Japan | Bester Karaoke Song                          | Nominiert |
| 2014 | MuchMusic Video Awards       | Bestes Video einer Kanadierin                | Nominiert |
| 2015 | MTV                          | Bestes von Superhelden handelnden Musikvideo | Gewonnen  |

## Kommerzieller Erfolg

### Chartplatzierungen
„Rock n Roll“ schnitt in den Charts moderat ab und erreichte in Südkorea und Taiwan Platz eins und in Japan Platz fünf. Das Lied erreichte zudem in Kanada Platz 37 und in der Billboard-Hot-100-Hitliste Platz 91.
| ChartsChartplatzierungen       | Höchstplatzierung | Wochen |
| ------------------------------ | ----------------- | ------ |
| Vereinigte Staaten (Billboard) | 91 (1 Wo.)        | 1      |
| Vereinigtes Königreich (OCC)   | 68 (2 Wo.)        | 2      |

### Auszeichnungen für Musikverkäufe
| Land/Region  | Auszeichnungen für Musikverkäufe (Land/Region, Auszeichnung, Verkäufe) | Verkäufe |
| ------------ | ---------------------------------------------------------------------- | -------- |
| Japan (RIAJ) | Gold                                                                   | 100.000  |
| Insgesamt    | 1× Gold ·                                                              | 100.000  |

Hauptartikel: Avril Lavigne/Auszeichnungen für Musikverkäufe